# Jacob Thoomkuzhy

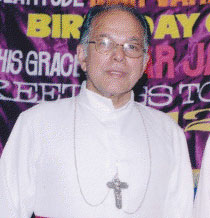
Jacob Thoomkuzhy

Jacob Thoomkuzhy (* 13. Dezember 1930 in Vilakumadam) ist Alterzbischof von Trichur.

## Leben
Jacob Thoomkuzhy empfing am 22. Dezember 1956 die Priesterweihe.
Papst Paul VI. ernannte ihn am 1. März 1973 zum Bischof von Mananthavady. Der Erzbischof von Ernakulam, Joseph Kardinal Parecattil, weihte ihn am 1. Mai desselben Jahres zum Bischof; Mitkonsekratoren waren Sebastian Vayalil, Bischof von Palai, und Sebastian Valloppilly, Bischof von Tellicherry.
Am 18. Mai 1995 wurde er zum Bischof von Thamarasserry ernannt. Johannes Paul II. ernannte ihn am  11. November 1996 zum Erzbischof von Trichur. Am 22. Januar 2007 nahm Benedikt XVI. seinen altersbedingten Rücktritt an.